# Samsung Galaxy Tab S7
Las Samsung Galaxy Tab S7, Galaxy Tab S7+ (Galaxy Tab S7 Plus) y Galaxy Tab S7 FE (también conocido como Galaxy Tab S7 Lite o Galaxy Tab S7 Fan Edition) son tabletas basadas en Android diseñadas, desarrolladas y comercializadas por Samsung Electronics. La Tab S7 y la Tab S7+ se anunciaron el 5 de agosto de 2020 durante el evento virtual Unpacked de Samsung, mientras que la Tab S7 Fan Edition se anunció más tarde el 25 de mayo de 2021.

## Diseño
La Galaxy Tab S7 y la Tab S7+ mantienen un diseño similar al de su antecesora. Sin embargo, los tamaños de su pantalla se ampliaron, el modelo de 11 pulgadas reemplazó al de 10,5 pulgadas y se introdujo un nuevo modelo de 12,4 pulgadas. Las tabletas también vienen en cuatro nuevos colores, Mystic Black, Mystic Silver, Mystic Bronze y Mystic Navy.

## Especificaciones

### Hardware

#### Pantalla
La Galaxy Tab S7 cuenta con una pantalla LCD de 11 pulgadas y 2560 x 1600, mientras que la Tab S7+ cuenta con una pantalla OLED de 12,4 pulgadas y 2800 x 1752. Ambos modelos tienen una frecuencia de actualización de 120 Hz.

#### Chips
Ambas tabletas cuentan con un sistema en un chip Snapdragon 865+. El SoC se basa en el nodo de tecnología de procesamiento de más de 7 nm. Las tabletas también cuentan con una GPU Adreno 650.

#### Almacenamiento
Galaxy Tab S7 y Tab S7+ están disponibles en opciones de 128, 256 y 512 GB, aunque en algunas regiones, no todas las variantes de capacidad están disponibles. Se puede agregar 1 TB de expansión usando una tarjeta microSD. La cantidad base de RAM es de 6 GB y se puede actualizar a 8 GB.

#### Batería
Tanto la Galaxy Tab S7 como la Tab S7+ utilizan baterías de iones de litio no extraíbles, con una capacidad nominal de 8000 mAh y 10 090 mAh respectivamente. También tiene la capacidad de carga rápida de 45W.

#### Conectividad
Ambas tabletas vienen con conectividad estándar 5G, aunque algunas regiones pueden tener solo variantes LTE o sub-6GHz. También hay una variante solo Wi-Fi.

#### Cámaras
Ambas tabletas cuentan con una matriz de cámara trasera doble. La lente gran angular es una cámara de 26 mm y 13 MP con una apertura de ƒ/2.0, mientras que la lente ultra ancha es una cámara de 12 mm y 5 MP con una apertura de ƒ/2.2.

#### S-Pen
Al igual que el Samsung Galaxy Note 20, el Galaxy Tab S7 y S7+ cuentan con una mejor latencia, de 9 ms.

### Software
El Galaxy Tab S7 y S7+ vienen con Android 10 con One UI 2. También es compatible con Samsung DeX.

## Galería

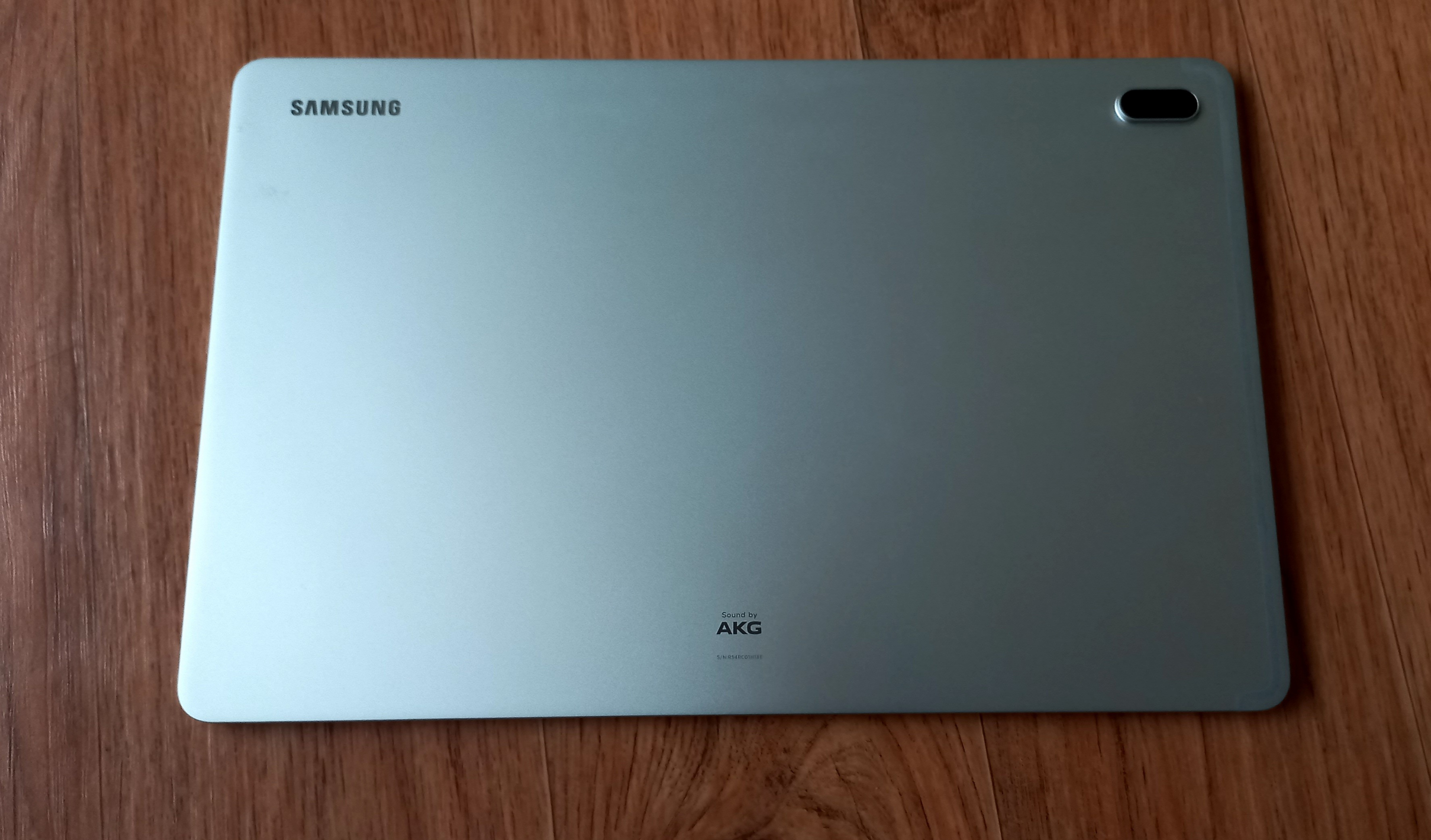
Parte trasera de un Samsung Galaxy Tab S7 FE